# Rimini Rimini
Pour les articles homonymes, voir Rimini (homonymie).
Pour plus de détails, voir Fiche technique et Distribution.
Rimini Rimini est un film italien réalisé par Sergio Corbucci et sorti en 1987.

## Synopsis
Histoires entrelacées de séductions et de tromperies.
Ermenegildo Morelli (Paolo Villaggio), un magistrat en vacances, strict défenseur des valeurs morales et totalement opposé à la pornographie est séduit par Lola (Serena Grandi), pour qui il est prêt à toutes les folies. En fait, Lola veut se venger car il a fait fermer un videoclub peu de temps auparavant.
Liliana (Eleonora Brigliadori) qu’une de ses amies (Monica Scattini) essaie de pousser dans les bras d'un culturiste qui ne pense qu’à ses muscles et à sa salle de gym, doit finalement subir le chantage du fils de son amie, âgé seulement de douze ans.
Un jeune prêtre (Andrea Roncato) fait la connaissance d’une religieuse étrangère (Elvire Audray) sur son bateau, qui tente alors de le séduire.
Trois frères font tout pour amener un sourire sur les lèvres de leur sœur bien-aimée (Laura Antonelli), une veuve qui a perdu son époux en mer (Adriano Pappalardo) mais qui réapparaît dans les pires moments.
Gianni Bozzi (Jerry Calà), dans l'espoir de convaincre un riche ingénieur (Paolo Bonacelli) signe un contrat pour «louer» une prostituée. C'est en fait un remake de l’épisode Eritrea (Érythrée) du film La mia signora (ma maîtresse) avec Alberto Sordi et Silvana Mangano.

## Fiche technique
- Réalisation : Sergio Corbucci
- Scénario : Mario Amendola, Sergio Corbucci, Bruno Corbucci, Massimo Franciosa, Gianni Romoli, Bernardino Zapponi,Maurizio Micheli, Marco Risi
- Producteur : Silvio Clementelli
- Montage : Tatiana Casini Morigi
- Directeur de la photographie : Danilo Desideri
- Genre : Comédie
- Année : 1987
- Durée : 114 minutes
- Pays :  Italie

## Distribution
- Jerry Calà : Gianni Bozzi
- Laura Antonelli : Noce Bove
- Paolo Villaggio : Ermenegildo Morelli
- Serena Grandi : Lola
- Eleonora Brigliadori : Liliana
- Monica Scattini : Simona
- Andrea Roncato : Don Andrea
- Elvire Audray : La sœur
- Maurizio Micheli : Pino Tricarico
- Sebastiano Somma : Jerry

## La version intégrale de la télévision et l'épisode coupé
Une version longue, d’une durée d'environ trois heures et demie a été diffusée à la télévision sur Canale 5 en deux parties au début des années 1990. Un sixième épisode a été ajouté mettant en vedette le comique Gian Fabio Bosco (1936 — 2010) Le montage de la version complète est différent : les épisodes sont indépendants les uns des autres alors que dans la version cinématographique ils sont entrelacés et partiellement coupés.

## Les suites du film
- Rimini Rimini un anno dopo (1988)